# 瀬戸村
瀬戸村（せとむら）は、広島県沼隈郡にあった村。現在の福山市瀬戸町にあたる。

## 沿革
- 1889年4月1日 - 町村制施行に伴い、山北村、地頭分村、長和村が合併して沼隈郡瀬戸村が成立。
- 1956年9月30日 - 沼隈郡鞆町、水呑町、赤坂村、熊野村、津之郷村、深安郡市村、引野村、千田村、御幸村とともに福山市へ編入される。

## 交通

### 鉄道
日本国有鉄道山陽本線が大字山北の北部をかすめていたのみで、駅はなかった。
隣接する赤坂村域の備後赤坂駅が最寄りであった。